# Hurling

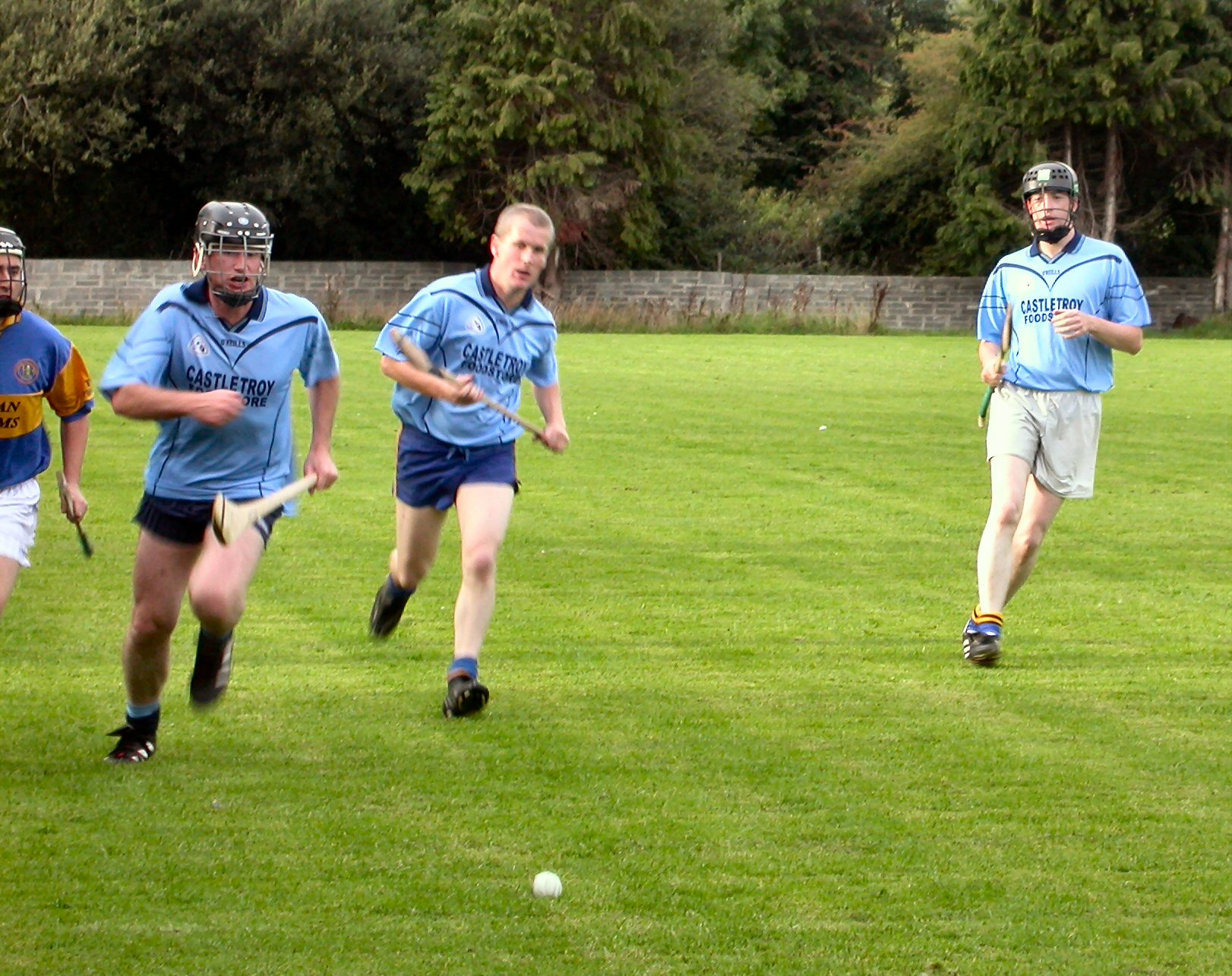
Áth an Mhuileann v. Tobar Phádraig, Limerick megye, 28/8/2004

A hurling (írül iománaíocht vagy iomáint) főleg az Ír-szigeten játszott, kelta eredetű kültéri csapatsport, amelyet ütővel és labdával játszanak. Az elsősorban Írországban játszott hurlinget a világ leggyorsabb mezei csapatsportjának tartják.

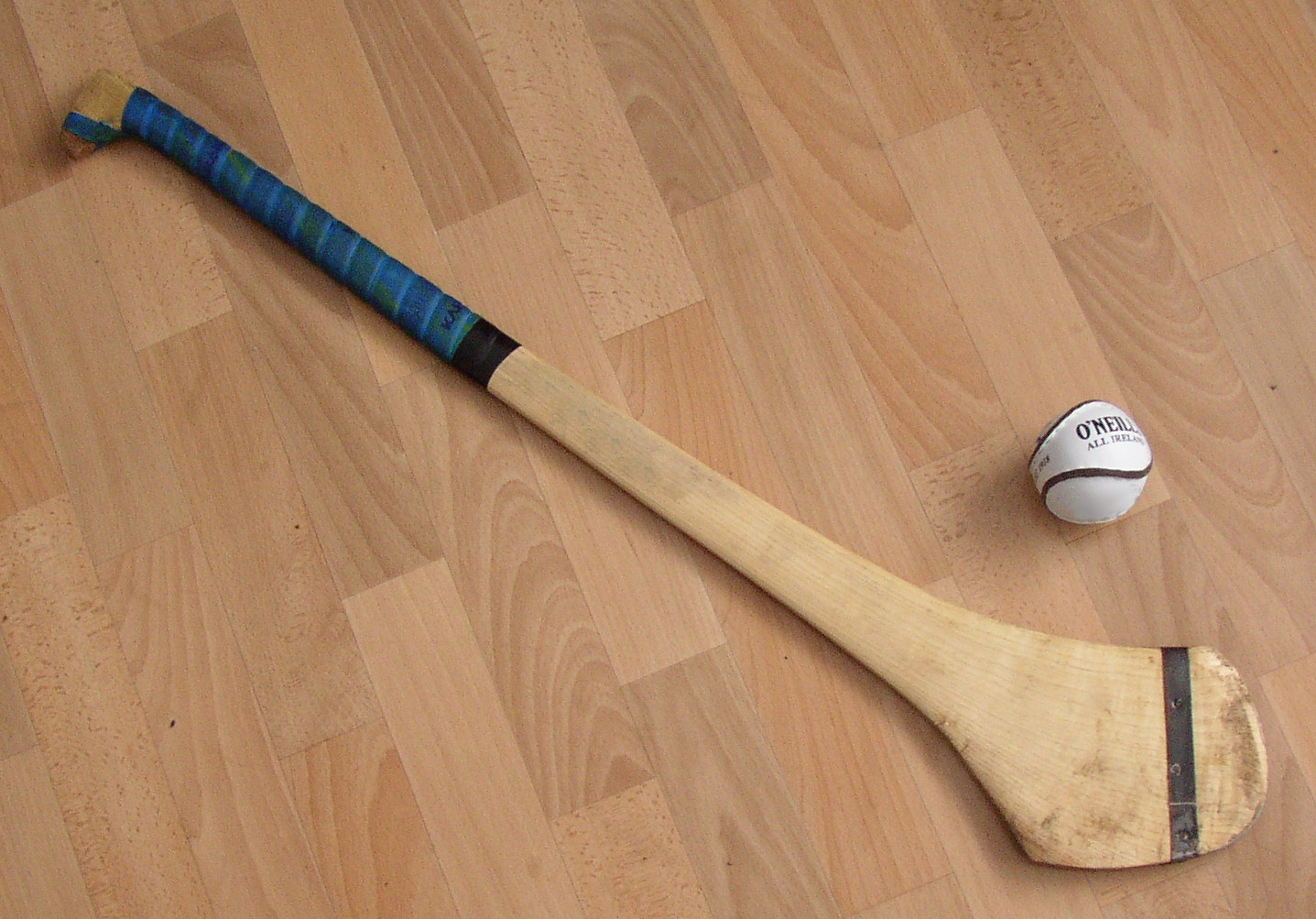
Camán és sliotar (hurlingütő és labda)

Írországi eredetű és sok közös vonást mutat a gael futball nevű játékkal, a pályát, a kapukat, a játékosok számát és a sportokban használt kifejezéseket illetően. Hagyományosan férfisport. A nők hasonló játéka a camogie.
A játék célja egy kis labda (sliotar) eljuttatása a fejsze formájú ütők (hurley) segítségével az ellenfél kapujába. A keresztléc alatt a hálóba jutó labda három pontot, a keresztléc felett távozó labda 1 pontot ér. A kapu 7 méter magas és 6,5 méter széles.
A labdát kézzel is meg lehet fogni és három lépést vinni, ezután a levegőbe vagy a földre ütik az ütővel. Rúgni, vagy nyitott tenyérrel ütni is szabad a rövid átadásokhoz. A játékos, aki három lépésnél tovább szeretné vinni a labdát, az ütő végén egyensúlyozhatja, vagy ütögetheti.
A testtel és vállal való feltartás a sportban szabályos. Nincsenek kipárnázott ruhák, a 21 évnél idősebb játékosok számára azonban ajánlják az arcvédővel is felszerelt műanyag védősisak viselését (bár nem kötelező).

## Alapadatok
- A csapat 15 játékosból áll.
- A hurlingütő, hurley vagy camán általában 70–100 cm (32–36 inch) hosszú. A kapus ütője némileg másképp néz ki.
- A bőrrel bevont parafa labda (sliotar), átmérője 6,5 cm (2,5 inch).
- Egy jó ütés 150 km/h (93 mph) sebességgel röpítheti el a labdát, akár 100 m (305 láb) távolságra.
- A meccsek két félidősek és összesen 60 percig tartanak (kivéve a 70 perces megyék közti találkozókat és a 13 év alattiak 50 perces meccseit). A bíró mindkét félidő végén hosszabbíthat.
- A hurlingban általában kilenc bíró tartózkodik a pályán: egy játékvezető, két vonalbíró, két gólbíró és még négy segédbíró.